# Salvins tapaculo
De Salvins tapaculo (Scytalopus unicolor) is een zangvogel uit de familie Rhinocryptidae (tapaculo's). De Nederlandse naam verwijst naar de Engelse zoöloog Osbert Salvin die deze vogel in 1895 geldig heeft beschreven.

## Verspreiding en leefgebied
Deze soort is endemisch in het westelijke deel van Centraal-Peru.

## Status
De grootte van de populatie is in 2021 geschat op 8500-11.500 volwassen vogels. Het verspreidingsgebied is klein en de aantallen nemen af door habitatverlies. Op de Rode lijst van de IUCN heeft deze soort daarom de status gevoelig.